# Kuwa (Schiff)
Die Kuwa (japanisch 桑 ‚Maulbeere‘) war ein Zerstörer der Matsu-Klasse der Kaiserlich Japanischen Marine, der im Zweiten Weltkrieg zum Einsatz kam.
Mitte 1944 fertiggestellt, nahm die Kuwa an der Der Schlacht vor Kap Engaño im Oktober teil und begann im November mit dem Eskortieren von Konvois. Sie wurde von amerikanischen Zerstörern während der Schlacht in der Bucht von Ormoc am 3. Dezember 1944 versenkt. Möglicherweise versenkte die Kuwa eines der amerikanischen Schiffe mit einem Torpedo, bevor sie selbst mit der Hälfte ihrer Besatzung versenkt wurde.

## Entwurf und Beschreibung
Die auf einfache Herstellung ausgelegte Matsu-Klasse war kleiner, langsamer und leichter bewaffnet als frühere Zerstörer, da die japanische Marine sie lediglich für Aufgaben wie das Eskortieren von Konvois vorgesehen hatte und die größeren Schiffe für Missionen mit der Flotte freigab. Die Schiffe waren 100 m lang, mit einer Breite von 9,35 m. Ihre Besatzung bestand aus 210 Offizieren und Mannschaften. Sie verdrängten 1282 t Standardlast und 1554 t voll ausgerüstet.
Die Schiffe verfügten über zwei Kampon Dampfturbinen, die jeweils eine Propellerwelle antrieben und den Dampf nutzten, der von zwei Kampon-Wasserrohrkesseln bereitgestellt wurde. Die Turbinen hatten eine Gesamtleistung von 19.000 PS (13.974 kW) brachten die Schiffe auf eine Geschwindigkeit von 27,8 kn (51 km/h). Die Matsu-Klasse hatte eine Reichweite von 4.680 sm (8.667 km) bei 16 kn (30 km/h).

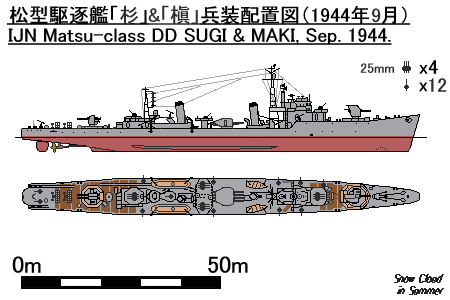
Zeichnung der Zerstörer Sugi und Maki, Schwesterschiffe der Kuwa im September 1944.

Die Hauptbewaffnung der Schiffe der „Matsu“-Klasse bestand aus drei Typ 89 12,7-cm-Flugabwehrkanonen in einer Zwillingsaufstellung achtern und einer Einzelaufstellung vor den Aufbauten. Das einzelne Geschütz war durch einen hinten offenen Geschützturm gegen Splitter und Spritzwasser geschützt. Die Genauigkeit der Geschütze des Typs 89 war gegenüber Flugzeugen stark eingeschränkt, da keine Feuerleitanlagen eingebaut waren. Die Schiffe trugen insgesamt fünfundzwanzig 25-mm-L/60-Kanone Typ 96 in 4 Dreifach- und 13 Einzellafetten. Die Kuwa war mit einem Typ 22 Oberflächenradargerät und einem Typ 13 Luftzielradar ausgestattet. Die Schiffe waren außerdem mittschiffs mit einer Vierfachlafette für 61 cm Torpedos bewaffnet. Sie konnte ihre 36 Wasserbomben über zwei Heckschienen abwerfen und mit zwei Wasserbombenwerfern abfeuern.

## Bau und Einsatz
Ende 1942 wurde das 'Modifizierte 5. Ergänzungsprogramm zur Marinerüstung' genehmigt. Es war der Ersatz für das 5. Ergänzungsprogramm zur Marinerüstung, in dem noch der Neubau von Schlachtschiffen geplant war, während sich das modifizierte Programm mehr auf Flugzeugträger konzentrierte.
Die Kuwa wurde am 20. Dezember 1943 von der Fujinagata Zōsen in Osaka auf Kiel gelegt und am 25. Mai 1944 feierlich vom Stapel gelassen. Nach ihrer Fertigstellung am 25. Juli 1944 wurde Kuwa zur Ausbildung dem Zerstörergeschwader 11 der Kombinierten Flotte zugeteilt. Das Schiff wurde am 18. Oktober der Zerstörerdivision 43 zugeteilt und nahm am 25. Oktober als Teil der Northern Force von Vizeadmiral Ozawa Jisaburō an der Schlacht vor Kap Engaño teil. Sie eskortierte die japanischen Flugzeugträger Zuihō und Chiyoda während der Schlacht. Kuwa rettete Hunderte von Überlebenden der durch amerikanische Flugzeuge versenkten Zuihō und hörte erst auf, als sie wegen Platzmangels niemanden mehr aufnehmen konnte. Dabei wurde sie von dem Zerstörer Hatsuzuki gedeckt, der verhinderte, dass eine amerikanische Kampfgruppe die Rettung stören konnte.
Die Kuwa wurde auf dem Weg nach Okinawa von zehn amerikanischen Flugzeugen angegriffen, aber nur leicht beschädigt. Sie kam am folgenden Tag in der Nakagusuku-Bucht auf Okinawa an und konnte 310 Überlebende auf den leichten Kreuzer Isuzu überführen. Der Zerstörer traf sich am 27. Oktober mit der Flotte bei Amami Ōshima und überführte die verbleibenden Überlebenden auf das Träger-Schlachtschiff Hyūga. Die Flotte erreichte zwei Tage später das Marinearsenal von Kure und die Reparaturarbeiten an der Kuwa begannen.
Während der Reparaturarbeiten, die bis zum 8. November dauerten, wurde der Zerstörer dem Begleitgeschwader 31 übergeben, das die Aufgabe hatte, die Hyūga und ihr Schwesterschiff Ise während einer Transportmission nach Manila zu eskortieren. Auf Grund von heftigen US-amerikanischen Luftangriffen auf Manila wurde die Transportgruppe zu den Spratly-Inseln umgeleitet, wo die Ladung der Schlachtschiffe am 15. und 16. November auf Schnelltransporter umgeladen wurde. Am 18. November erreichte der Konvoi Manila und wurde entladen.
Am 1. Dezember begann die dritte Staffel der Nr. 7 'TA' Transporte nach Ormoc auf Leyte. Die Zerstörer Kuwa und Take begleiteten 3 Transportschiffe und erreichten am 2. Dezember die Ormoc Bay. Auf dem Weg nach Ormoc wurde der Konvoi von amerikanischen Flugzeugen entdeckt und kurz vor Mitternacht waren die Zerstörer Allen M. Sumner, Cooper und Moale ebenfalls in der Ormoc Bay, liefen in Dwarslinie auf die japanischen Schiffe zu, um nur ein schmales Ziel zu bieten und eröffneten um 00:08 am 3. Dezember das radargeleitete Feuer. Um Zeit zu gewinnen, lief die Kuma den amerikanischen Zerstörern entgegen, eröffnete ebenfalls das Feuer und lancierte alle vier Torpedos. Zur gleichen Zeit, etwa um 00:11, erhielt sie mehrere schwere Treffer. Zunächst konnte sie das Feuer noch erwidern, wurde dann aber schnell zu einem brennenden Wrack mit Backbordschlagseite. Möglicherweise versenkte die Kuwa die Cooper mit einem Torpedo, noch ist aber unklar, ob der Torpedo vielleicht von der beschädigt entkommenen Take kam.
Am 10. Februar 1945 wurde die Kuwa von der Schiffsliste der Kaiserlich Japanischen Marine gestrichen.

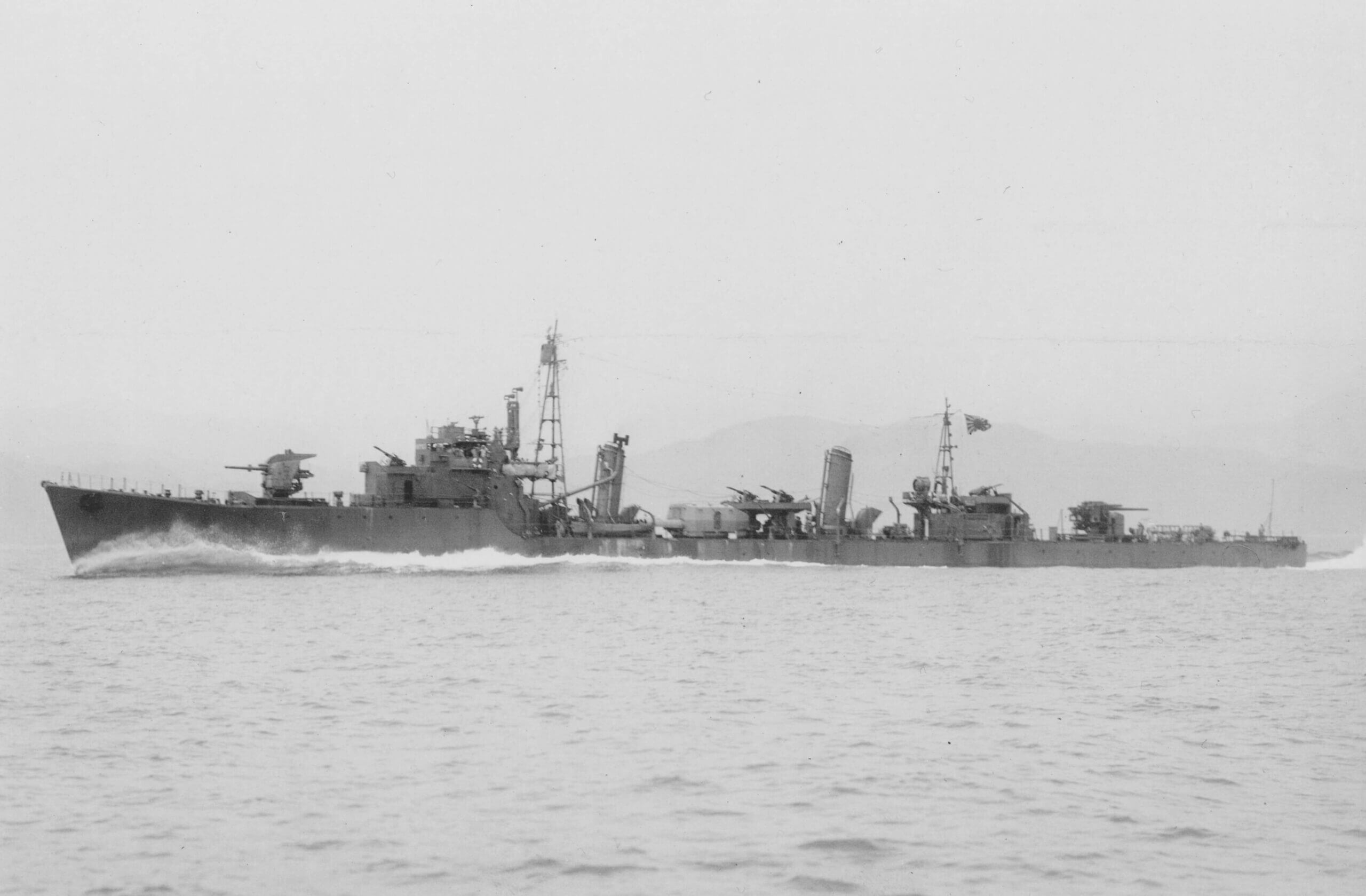
Zerstörer Momo bei Probefahrten 3. Juni 1944 vor Miyazu.